# Liste des mascottes de la Ligue nationale de hockey
Les mascottes dans la Ligue nationale de hockey occupent une grande part dans l'animation aussi bien des avant-matchs que des pauses entre les tiers-temps. Ainsi, la majorité des trente franchises de la LNH possède depuis un nombre d'années variables une mascotte.

## Franchise sans mascotte
L'équipe suivante est la seule dans la LNH qui n'a pas de mascotte :
- Rangers de New York

## Les mascottes des équipes actuelles
La liste suivante reprend l'ensemble des mascottes de la LNH par équipe.

### Ducks d'Anaheim

#### Wild Wing
La mascotte des Ducks porte le nom de « Wild Wing » (en français aile sauvage) est un canard géant qui a les mêmes traits que les joueurs de la série télévisée : Mighty Ducks.
Il existe depuis la première saison des Ducks, en 1993-1994 et est la première mascotte à avoir sa propre statue exposée devant la patinoire des Ducks, le Honda Center.

### Bruins de Boston

#### Blades the Bruin

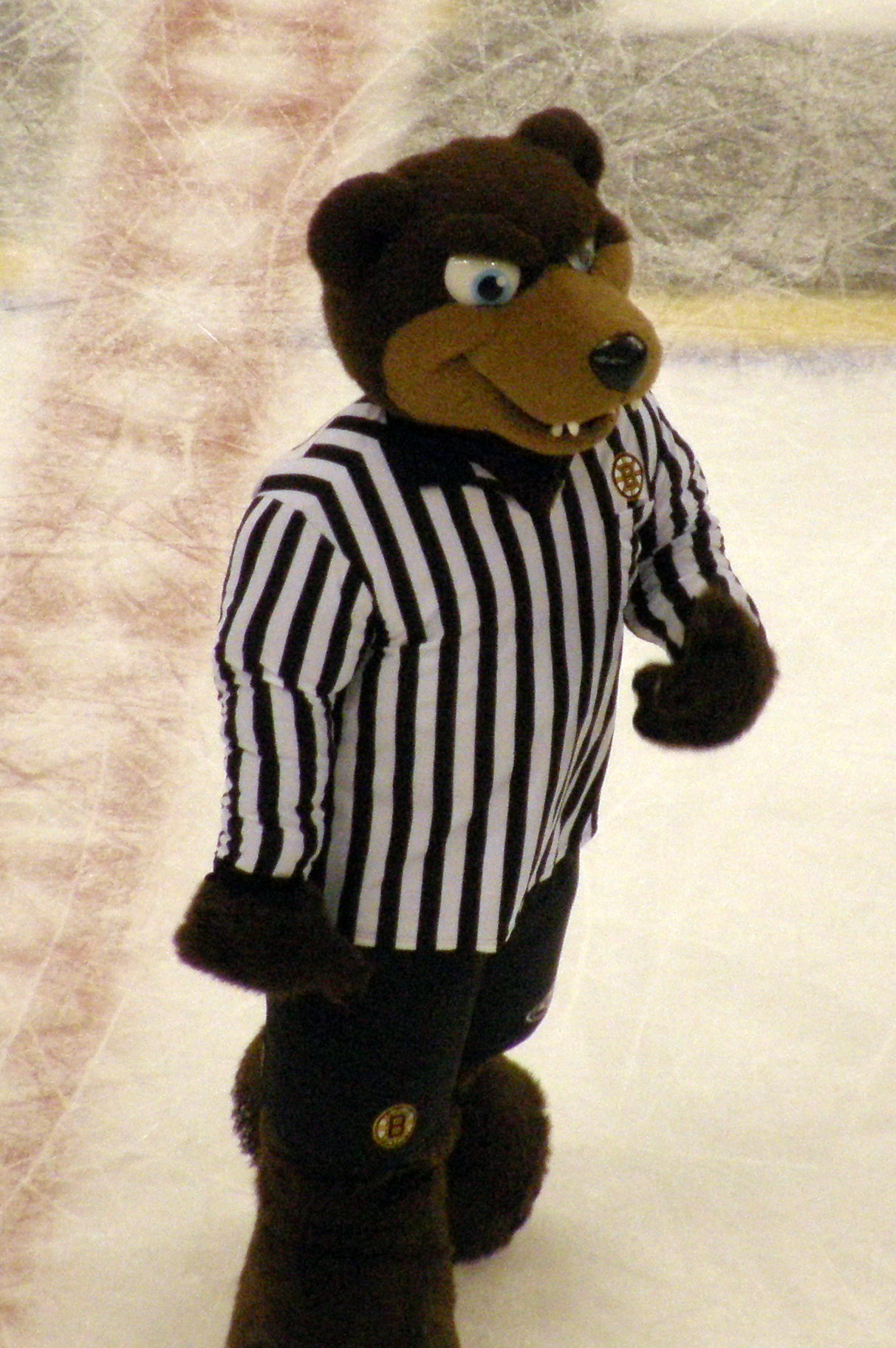
« Blades the Bruin ».

La mascotte des Bruins de Boston existe depuis 1999. La mascotte est présentée au public pour la première fois en octobre 2000 alors que son nom, « Blades the Bruin », est obtenu à la suite d'un concours.
Plus de 1 000 enfants participent à ce concours et près de 600 noms sont proposés pour la mascotte. Parmi tous les noms, dix sont finalistes et une délégation de personne de la franchise décide de choisir Blades, en référence aux lames sous les patins à glace. Les autres noms possibles sont : Bruno, Buster, Stanley Cub, Spokey, Bruiser, Checkers, Power Paws, Buddy et Hub Cub. Plusieurs des enfants proposent ce nom pour la mascotte et finalement, Jillian Dempsey âgé de 9 ans est tiré au sort et désigné vainqueur du concours.
La mascotte a l'apparence d'un ours brun géant et comme les autres mascottes de la LNH, il occupe une grande part dans l'animation aussi bien des avant-matchs que des pauses entre les tiers-temps. L'histoire de Blades nous dit qu'à la différence de ses congénères, au cours d'un hiver Blades ne sait – ou ne veut – pas hiberner et qu'il préfère alors suivre un match de hockey sur un lac gelé. Attiré par ce sport et par la gentillesse de « Chief », surnom de Johnny Bucyk, il monte dans le coffre de la voiture du joueur et découvre le TD Garden, où il reste vivre.

### Sabres de Buffalo

#### Sabretooth

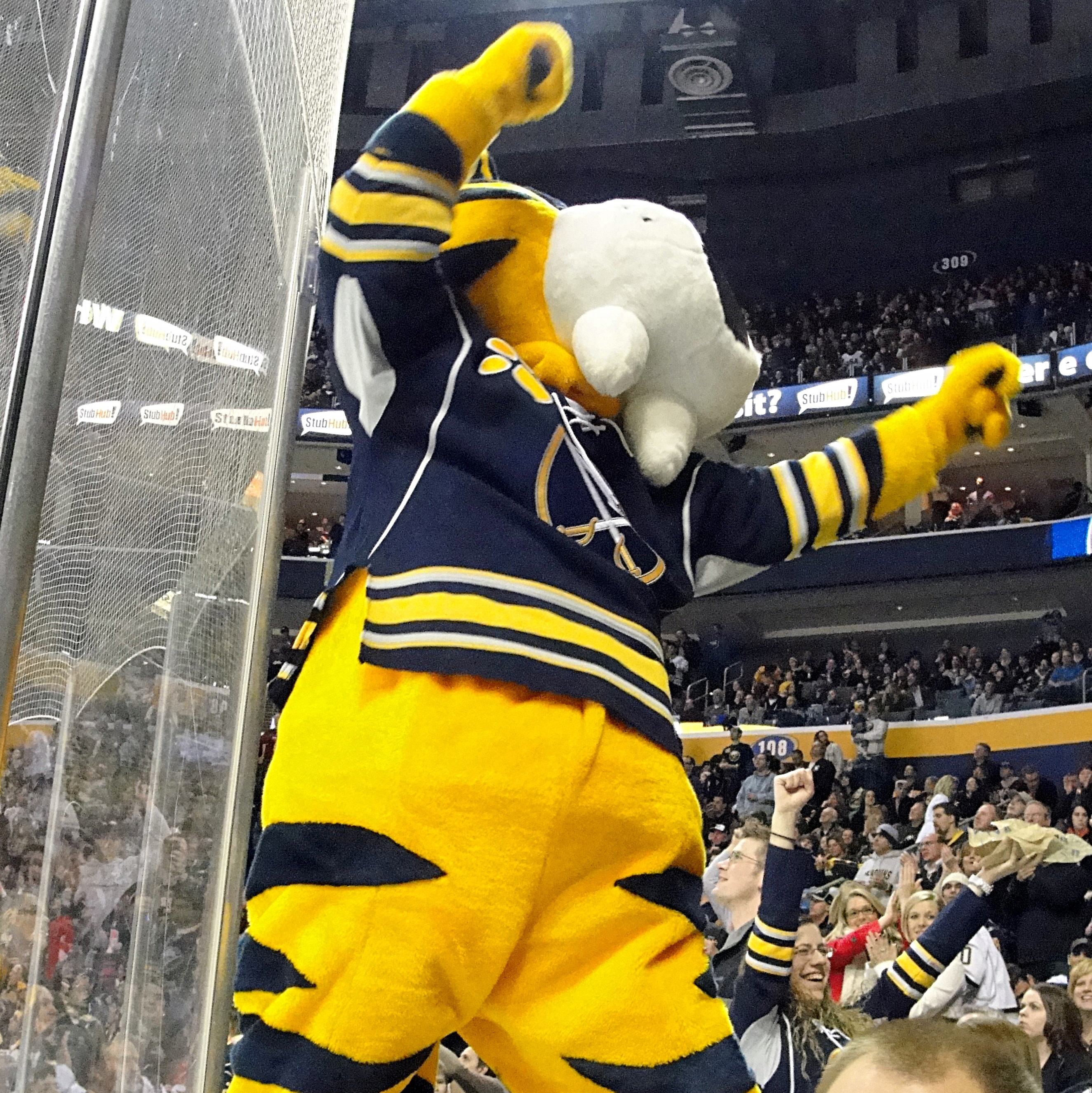
Sabretooth

La mascotte des Sabres de Buffalo se nomme « Sabretooth » et peut faire penser à la Snagglepuss (Alcibiade au Québec), un personnage de dessin animé de Hanna-Barbera. Entre 1992 et 1998, Sabretooth est aussi la mascotte des Bandits de Buffalo, franchise américaine de crosse en salle évoluant en National Lacrosse League .

### Flames de Calgary

#### Harvey the Hound
« Harvey the Hound » est la première mascotte d'une équipe de la LNH. Il est créé en 1983 et sert également de mascotte pour les Stampeders de Calgary, équipe de la Ligue canadienne de football. Par la suite, les Stampeders abandonnent Harvey pour une nouvelle mascotte, Ralph le chien.
Harvey a fait les unes des journaux en janvier 2003 lors d'un match contre les Oilers d'Edmonton. Alors que les Flames menaient 4 buts à 0, Harvey est alors allé déconcentrer Craig MacTavish. Ce dernier passablement énervé a alors arraché la langue de Harvey pour la jeter dans la foule. Cet incident a reveillé les Oilers qui parviennent à inscrire 3 buts coup sur coup mais finalement perdent tout de même le match.

### Hurricanes de la Caroline

#### Stormy the Ice Hog
« Stormy the Ice Hog » est le nom de la mascotte des Hurricanes depuis le 10 novembre 1997. Il s'agit d'un cochon qui porte le numéro 97 (pour l'année 1997, où les Whalers de Hartford ont déménagé en Caroline). Le choix d'un cochon vient du fait que le Nord-Est de la Caroline est rempli de fermes à cochons et que le barbecue de porc est un plat très populaire. Lors de la saison 2017-2018, les Hurricanes ont présenté une seconde mascotte, un alter-ego féminin prénommée « Caroline », en référence au nom de l’État.

### Blackhawks de Chicago

#### Tommy Hawk
« Tommy Hawk » la mascotte de Chicago est un oiseau géant qui porte le maillot de l'équipe. Son nom est un jeu de mots avec le tomahawk, l'arme utilisée par les Nord-Amérindiens, symbole de l'équipe.

### Avalanche du Colorado

#### Howler the Yeti
Le 1er octobre 1997, l'Avalanche a sa première mascotte depuis le déménagement à Denver. La mascotte s'appelle Howler (signifie « hurleur » en anglais), il s'agit d'un yéti. Sa taille est de 2,13 m (sept pieds) et son poids est de 113 kg (250 livres). La mascotte est présentement retirée de la LNH.

#### Bernie the St. Bernard
Le 3 octobre 2009, l'Avalanche à une nouvelle mascotte qui remplace Howler : Bernie, il est une des dernières mascottes de la LNH. Sa première apparition a eu lieu lors d'un match contre les Canucks de Vancouver au Pepsi Center. Il s'agit d'un saint-bernard. Bernie mesure 1,98 m (6,5 pieds) et pèse 102 kg (225 livres). Il porte un chandail sur lequel est marqué un os qui ressemble au numéro 1.

### Blue Jackets de Columbus

#### Stinger

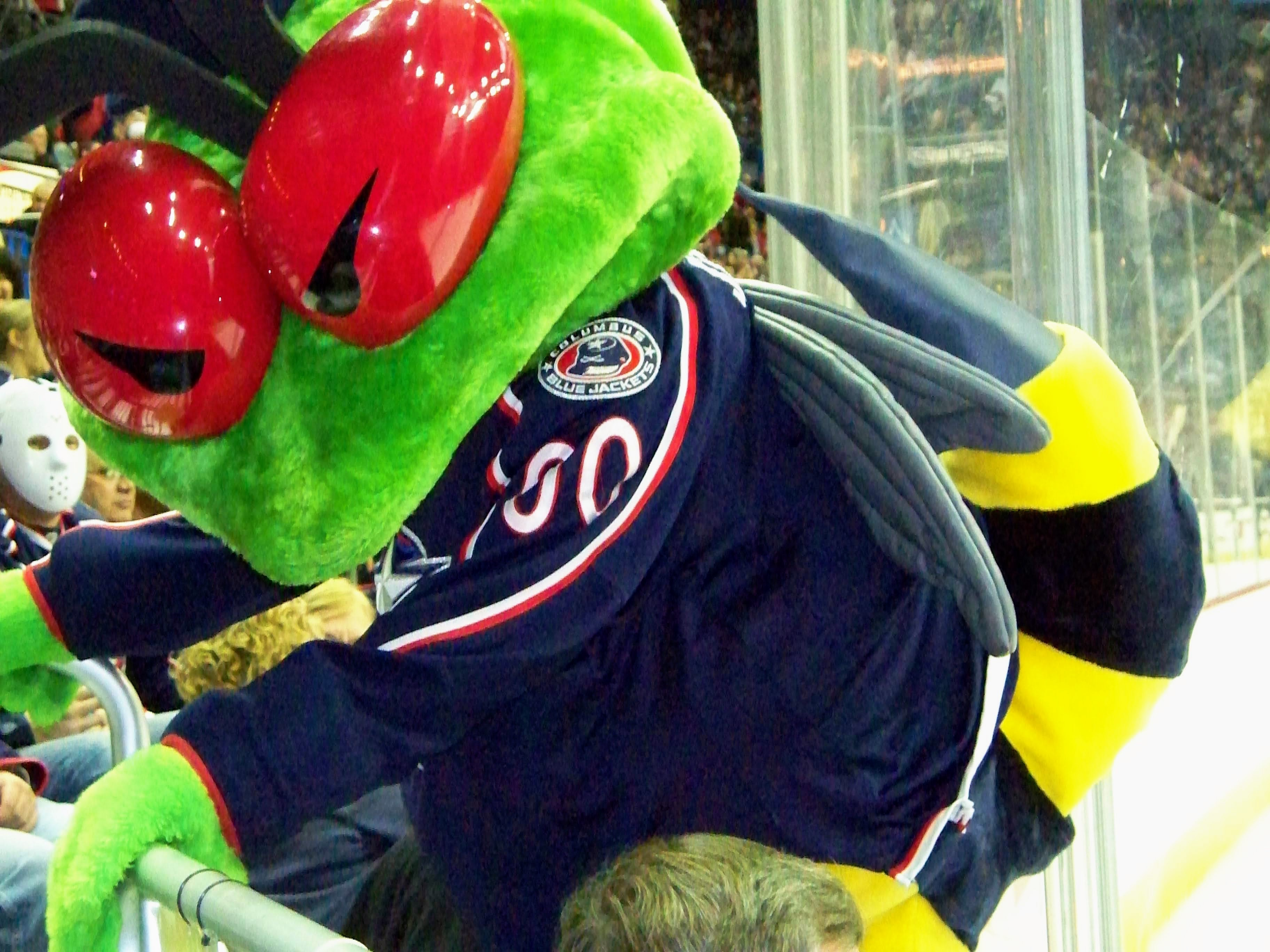
Stinger, la mascotte des Blue Jackets.

La mascotte des Blue Jackets porte le nom de « Stinger » et représente une abeille de couleurs verte et jaune.
Elle existe depuis juillet 1999 et possède deux énormes yeux rouges. Son joueur préféré est Pascal Leclaire.

#### Boomer
Stinger à un ami : « Boomer ». Celui-ci était une mascotte secondaire apparue pour la première fois en novembre 2010. Canon de la guerre de sécession de couleur grise et anthropomorphe avec des roues ainsi qu'une grande moustache blanche, Boomer n'a pas été bien reçu en raison de son apparence phallique.

### Stars de Dallas

#### Victor E. Green
Victor E. Green est la mascotte des Stars. C'est un extra-terrestre vert avec des antennes en forme de crosse de hockey . Son nom vient du type de vert utilisé par Dallas, le victory green, ou en référence à l'ancien propriétaire de l'équipe Norman Green.

### Red Wings de Détroit

#### Al the Octopus

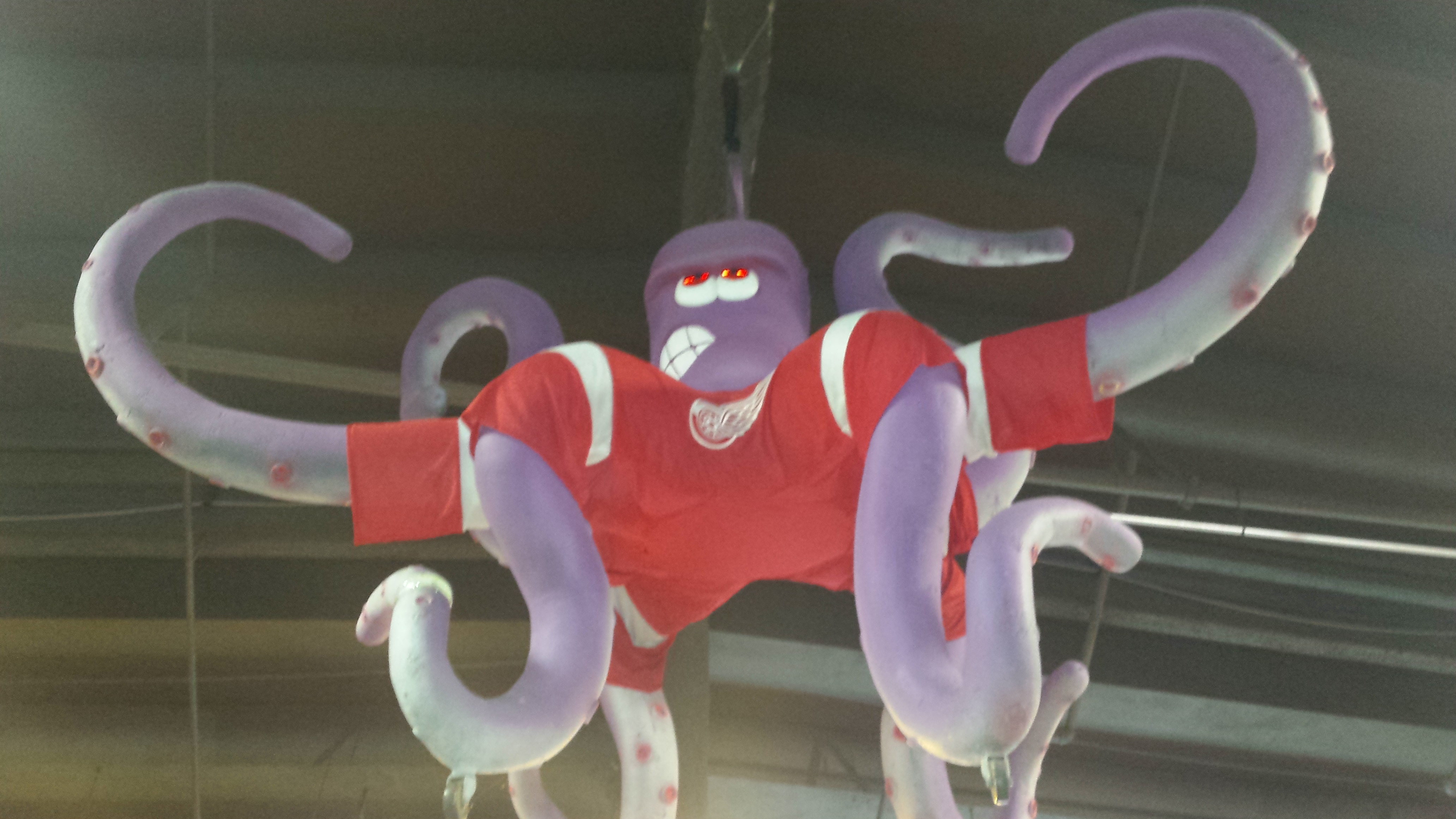
Al the Octopus en 2016

Le nom de « Al the Octopus » vient des séries éliminatoires de 1952, au cours du troisième match contre les Maple Leafs de Toronto. Les Red Wings étaient alors menés 2 matchs à 0 et huit matchs les séparaient de la Coupe Stanley (en supposant la victoire en quatre matchs pour la finale). Un supporter lança alors un poulpe avec ses huit tentacules sur la glace de la patinoire. L'histoire se finit bien pour les Red Wings qui gagnent la Coupe Stanley et depuis les fans lancent des poulpes sur la patinoire pendant les séries.
En 1995, la direction des Red Wings décide de créer une mascotte et reprend alors le personnage du poulpe qui est alors surnommé Al en référence à Al Sobotka alors responsable de la glace du Joe Louis Arena. Depuis, Al habite toujours les travées de la patinoire des Wings et a même gagné un maillot frappé du numéro 8, évidemment.

### Oilers d'Edmonton

#### Hunter

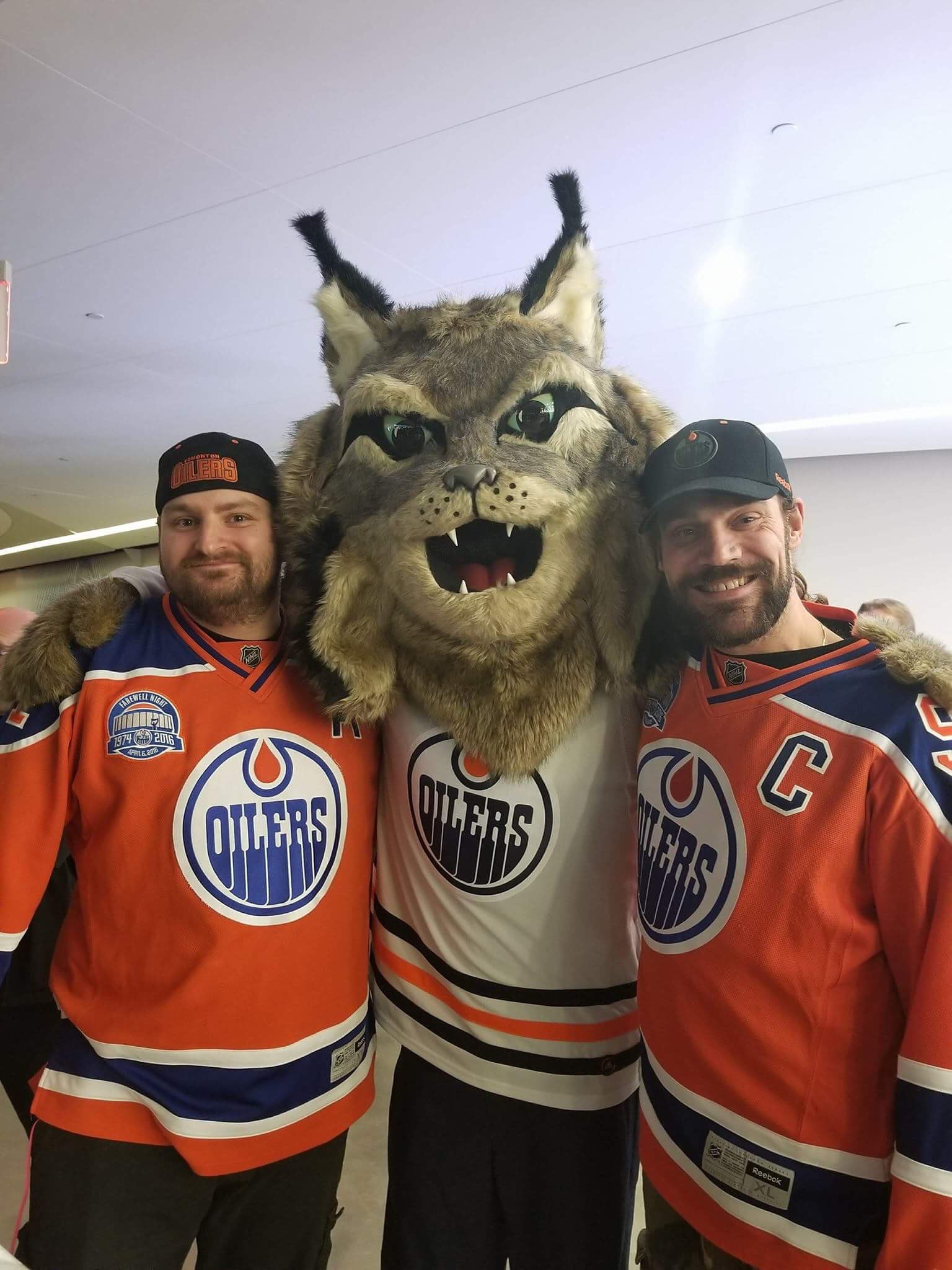
Hunter, la mascotte des Oilers

Hunter représente un Lynx du Canada et il est nommé d'après le joueur de hockey et entraîneur Bill Hunter . C'est la toute première mascotte de la franchise. Elle a été présentée le 24 janvier 2017 et porte le numéro 72 en référence à la création officielle de l'équipe, en 1972. Le choix du Lynx s'est fait après un travail auprès du zoo d'Edmonton pour identifier les animaux typiques de la région et a, par la suite, fait l'objet d'un vote auprès de plus de 2 000 enfants d'école primaire.

### Panthers de la Floride

#### Stanley C. Panther
La mascotte des Panthers a été nommée en l'honneur de la Coupe Stanley dès la première saison de la franchise en octobre 1993. Les dirigeants choisissent logiquement une panthère en tant que mascotte de l'équipe et lui donnent le nom de « Stanley C. Panther » .

#### Viktor E. Rat
En octobre 2014, Viktor E. Rat est introduit comme seconde mascotte, en l'honneur de la finale de la coupe Stanley 1996 où des rats ont été jetés sur la glace par les supporters .

### Kings de Los Angeles

#### Kingston
Kingston était la première mascotte des Kings de Los Angeles. C'était un léopard des neiges durant la saison 1994.

#### Bailey

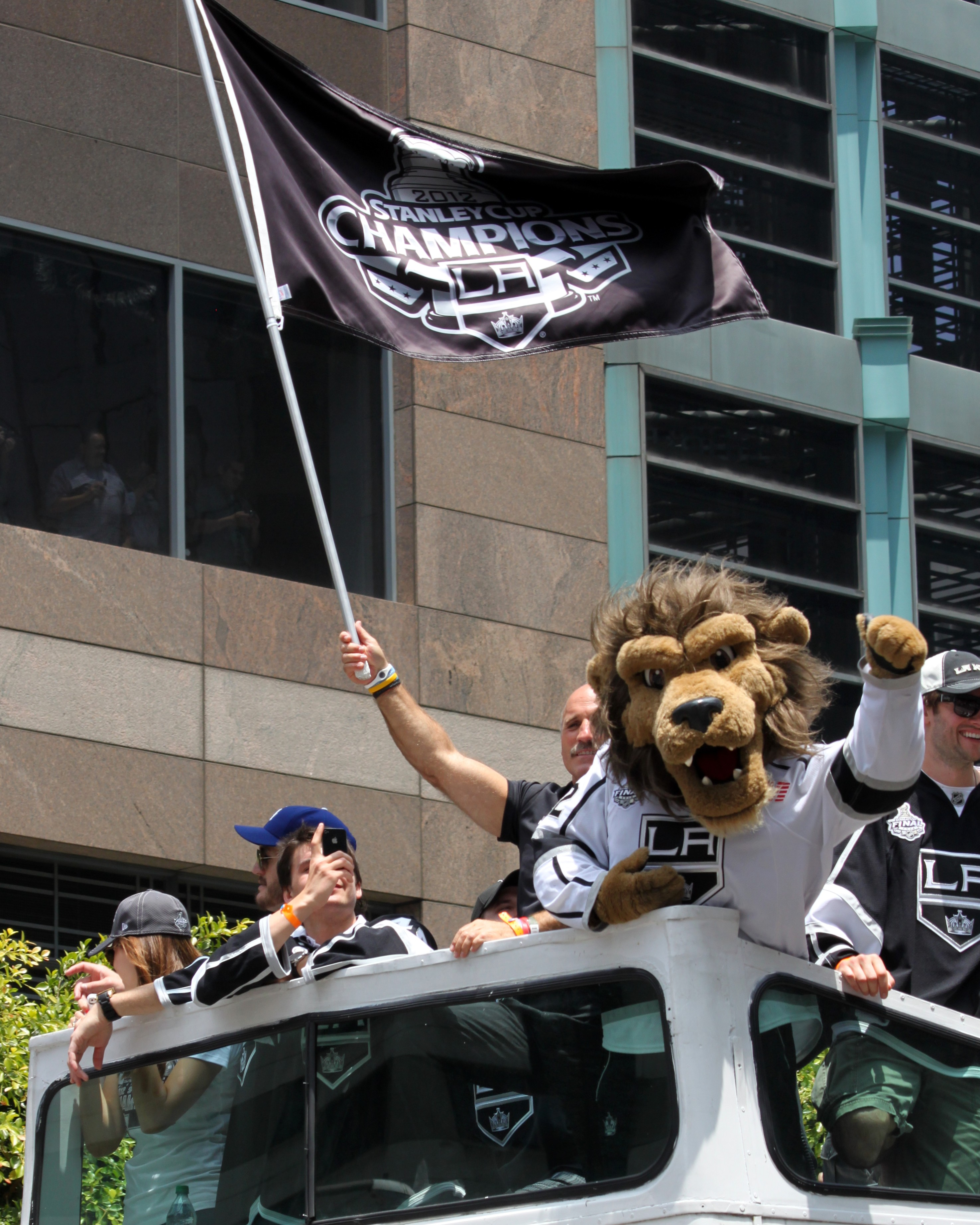
Bailey durant la parade célébrant le titre de 2012.

La deuxième mascotte des Kings est un lion portant le numéro 72 car c'est la température moyenne (en degré Fahrenheit) à Los Angeles. Il a été nommé en l'honneur du défunt Garnet « Ace » Bailey qui fut directeur des dépisteurs des Kings pendant sept ans avant de mourir lors des Attentats du 11 septembre 2001 contre le World Trade Center.
Pour la saison 2009-2010, les Kings de Los Angeles en partenariat avec la chaine de restauration rapide Carl's Jr. pour créer une série de vidéos où les membres de l'organisation des Kings ont affronté les membres de l'organisation de Carl Jr..
Au cours de la saison 2011, le 19 novembre, lors d'un match contre Détroit, Bailey a enfilé un maillot du Galaxy de Los Angeles estampillé au nom de Bailey et frappé du numéro 72 fait dans la Major League Soccer marquages au cours de la 1re et 2e période en reconnaissance du Galaxy à jouer le lendemain dans la coupe 2011 MLS au Home Depot Center.

### Wild du Minnesota

#### Nordy
Le Wild a dévoilé sa mascotte, nommé Nordy, le 5 octobre 2008. L'espèce animal qu'elle représente est inconnue : certains disent qu'il est un mélange d'un ours et d'un renard portant un mulet et un « M » vert sur son front ,. Nordy est le membre le plus récent d'une équipe de 18 000 membres et porte donc le maillot numéro 18 001.

### Canadiens de Montréal

#### Youppi!

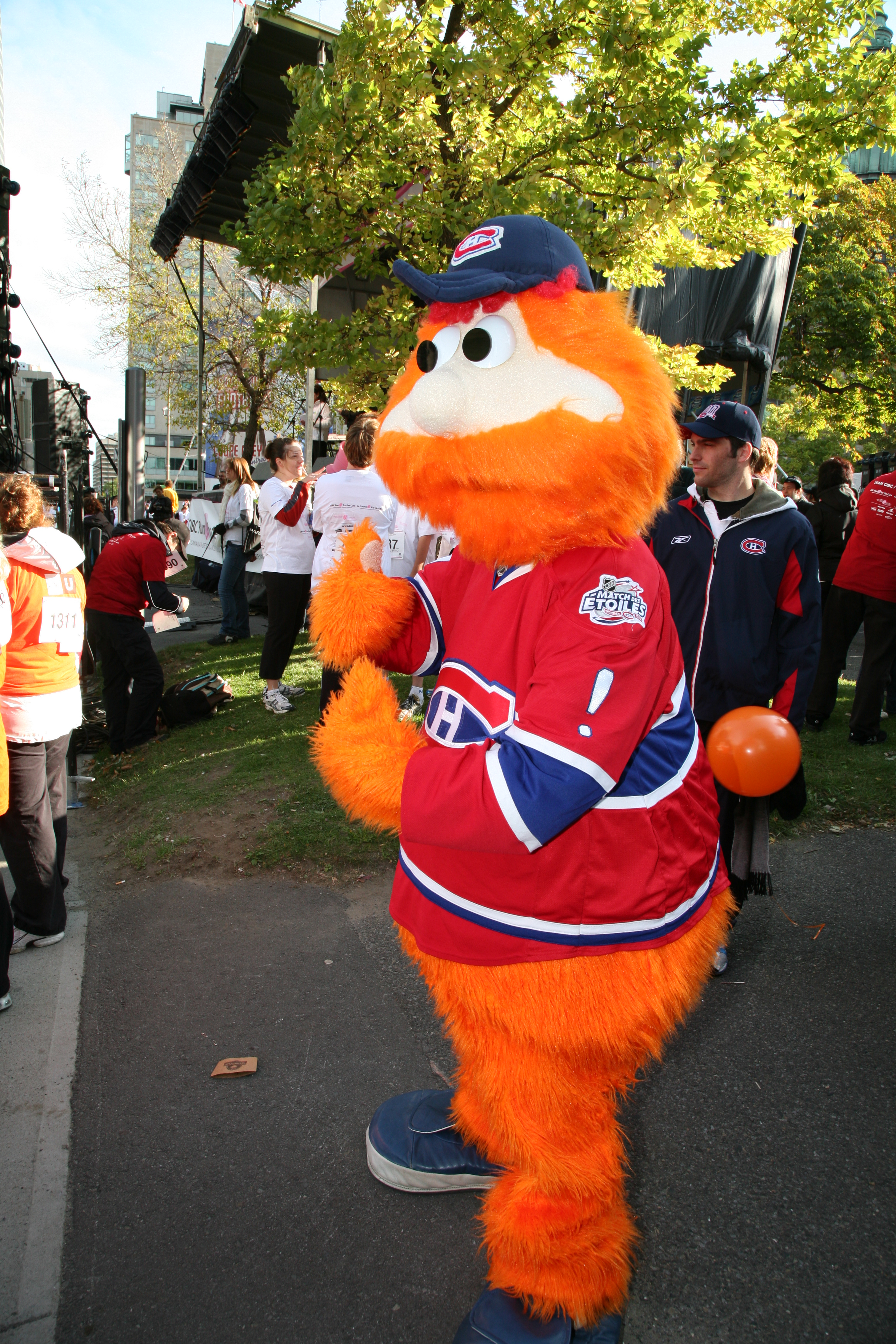
Youppi aux couleurs des Canadiens de Montréal.

Le 16 septembre 2005, à la suite du déménagement des Expos de Montréal de la Ligue majeure de baseball vers Washington, Youppi!, leur mascotte officielle devient celle des Canadiens de Montréal et arbore le célèbre maillot bleu-blanc-rouge de sa nouvelle équipe. Elle possède une point d'exclamation en guise de numéro. La mascotte devient ainsi la première mascotte de l'histoire du Canadien, après 26 ans d'association avec les Expos de Montréal,.

### Predators de Nashville

#### Gnash
La mascotte des Predators de Nashville « Gnash » est un tigre à dents de sabre. Il est né en 1998.

### Devils du New Jersey

#### NJ Devil
La mascotte actuelle des Devils s’appelle « NJ Devil », un diable de 2,13 mètres, qui joue le rôle principal dans le mythe du diable du Jersey. NJ Devil garde la foule passionnée, signe des autographes, participe à des jeux durant les périodes, patine sur la glace et parcourt les allées de la patinoire pour taper dans la main des fans .
Avant 1993, la mascotte était « Slapshot », un gros palet de hockey au couleur de New Jersey qui interagissait lui aussi avec les supporters. Cependant, l’homme à l’intérieur du costume, Brad Patrick Ebben, fut licencié après avoir incorrectement touché trois femmes avec son costume. Pour éviter toute poursuite judiciaire, Slapshop fut retiré et n’est plus jamais revenu .

### Islanders de New York

#### Nyisles
Nyisles était un « marin » que les Islanders de New York ont utilisé comme mascotte avant l'obtention de Charles Wang de l'équipe et de la remplacer par Sparky le Dragon.

#### Sparky the Dragon
« Sparky le Dragon » est le nom de la mascotte de deux équipes différentes en Amérique du Nord : celle des Islanders de New York de la LNH mais aussi celle des Dragons de New York de l'Arena Football. Les deux équipes appartiennent à Charles Wang.
Sparky est la seule mascotte du sport professionnel à être la mascotte de deux équipes et par la même de porter deux tenues différentes. Il fait ses débuts dans la LNH en 1997 à la suite d'une compétition entre trois mascottes en jeu pour le poste ,.

### Sénateurs d'Ottawa

#### Spartacat

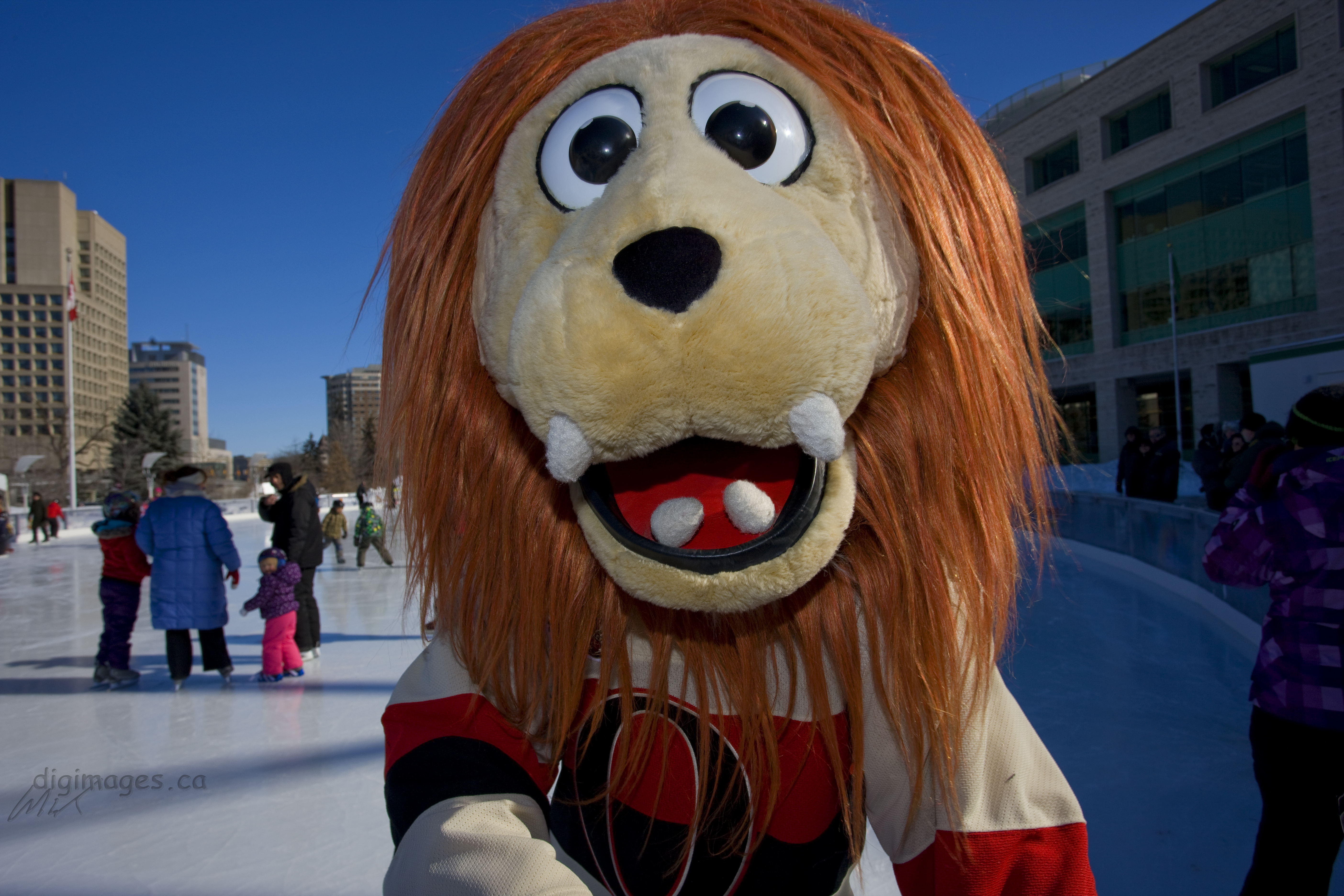
Spartacat, la mascotte des Sénateurs.

La mascotte des Sénateurs d'Ottawa se nomme « Spartacat » et représente un lion. La mascotte existe depuis un match contre les Canadiens de Montréal en octobre 1993.
Le nom Spartacat peut faire penser à un jeu de mots entre le terme anglais pour désigner un chat (cat) et Spartacus célèbre gladiateur, qui fait sans doute appel au légionnaire romain présent sur le logo des Sens.
Spartacat est très actif au sein de la communauté d'Ottawa avec près de 400 à 500 événements à animer chaque année, en plus des matchs.

### Flyers de Philadelphie

#### Slapshot
En 1976, les Flyers ont fait débuter de courte durée une mascotte nommée Slapshot. Il s'agit de la première mascotte dans l'histoire des Flyers. Par la suite, les Capitals de Washington utilisent une mascotte portant le même nom (voir par ici).

#### Gritty

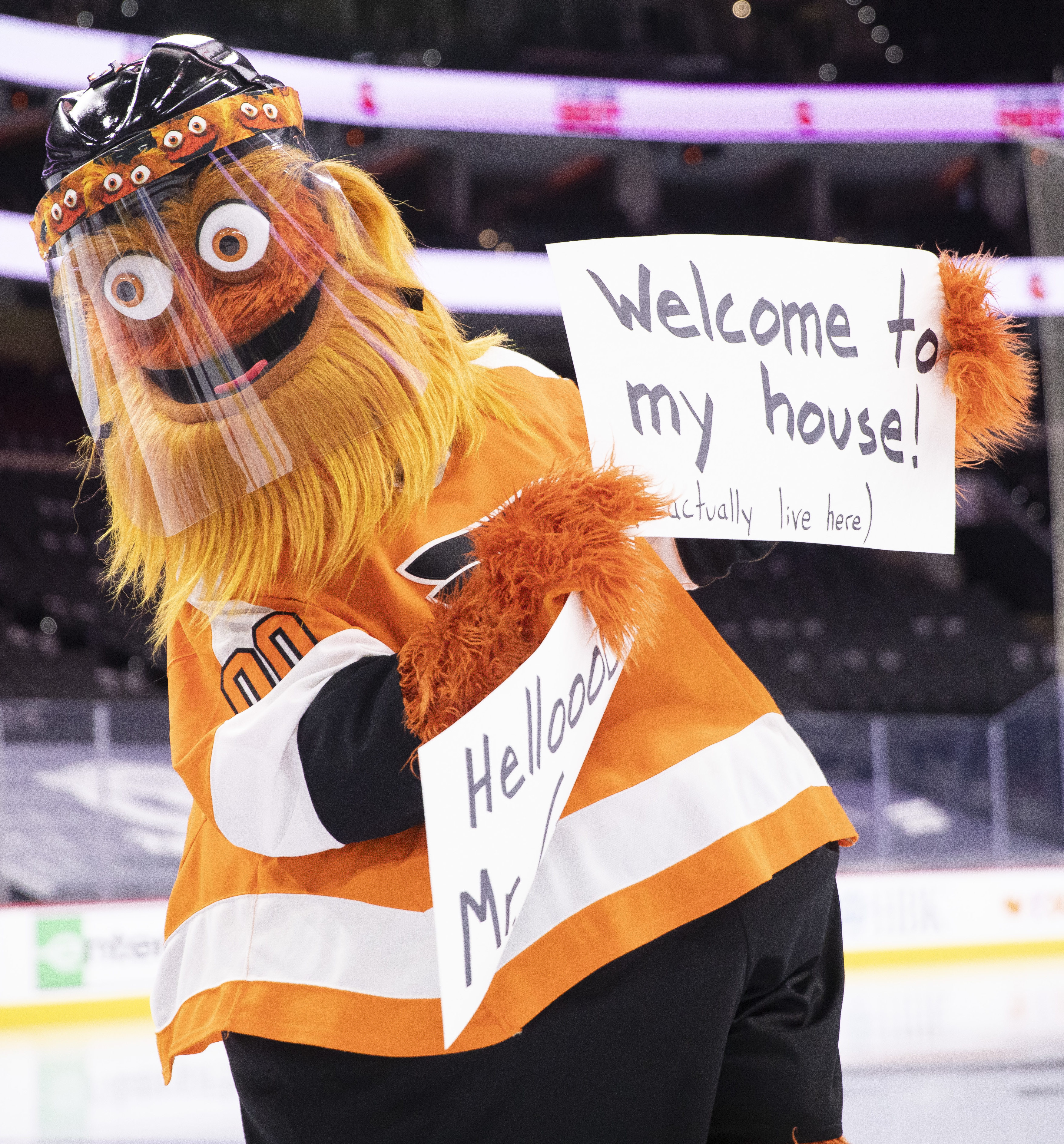
Gritty, la mascotte des Flyers.

La mascotte des Flyers se nomme Gritty et porte le numéro 00 . Il est né le 24 septembre 2018 et fait ses débuts dans la LNH lors de la saison 2018-2019. Il s'agit de la 2e mascotte dans l'histoire des Flyers après Slapshot en 1976 (voir ci-dessous).

### Penguins de Pittsburgh

#### Pete the Penguin
La première mascotte des Penguins date de la deuxième saison des Pens. Il s'agissait d'un vrai manchot né en Équateur, vivant au zoo de Pittsburgh et se nommant Pete. Il fit son apparition au cours du deuxième entracte d'un match contre les Bruins de Boston le 19 octobre 1968. Pete est mort un mois plus tard d'une pneumonie. En effet, les gens du Civic Arena pensaient qu’il aimerait avoir de la chaleur et donc avait fait en sorte qu'il n’ait pas froid . Peu de temps après, un second manchot fit son apparition et cette seconde mascotte survit jusqu’à la saison 1971-1972.

#### Iceburgh

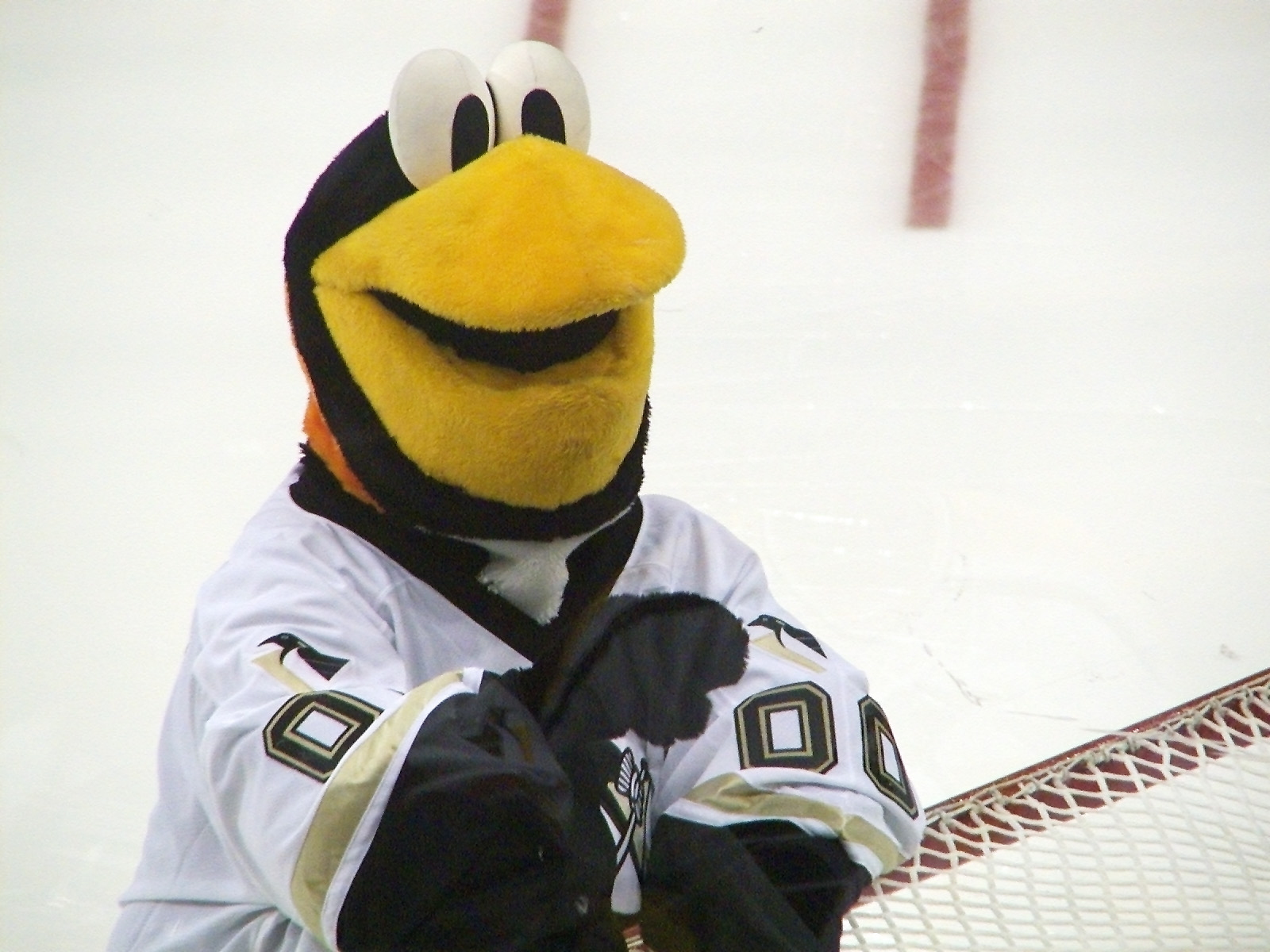
Iceburgh mascotte des Penguins de Pittsburgh.

Depuis le début de la saison 1993-1994, « Iceburgh » s’occupe d'animer les pauses du match dans le Mellon Arena des Pens. Iceburgh a fait une apparition dans Mort subite, le film avec Jean-Claude Van Damme de 1995 sous le nom de Icey.

### Blues de Saint-Louis

#### Louie

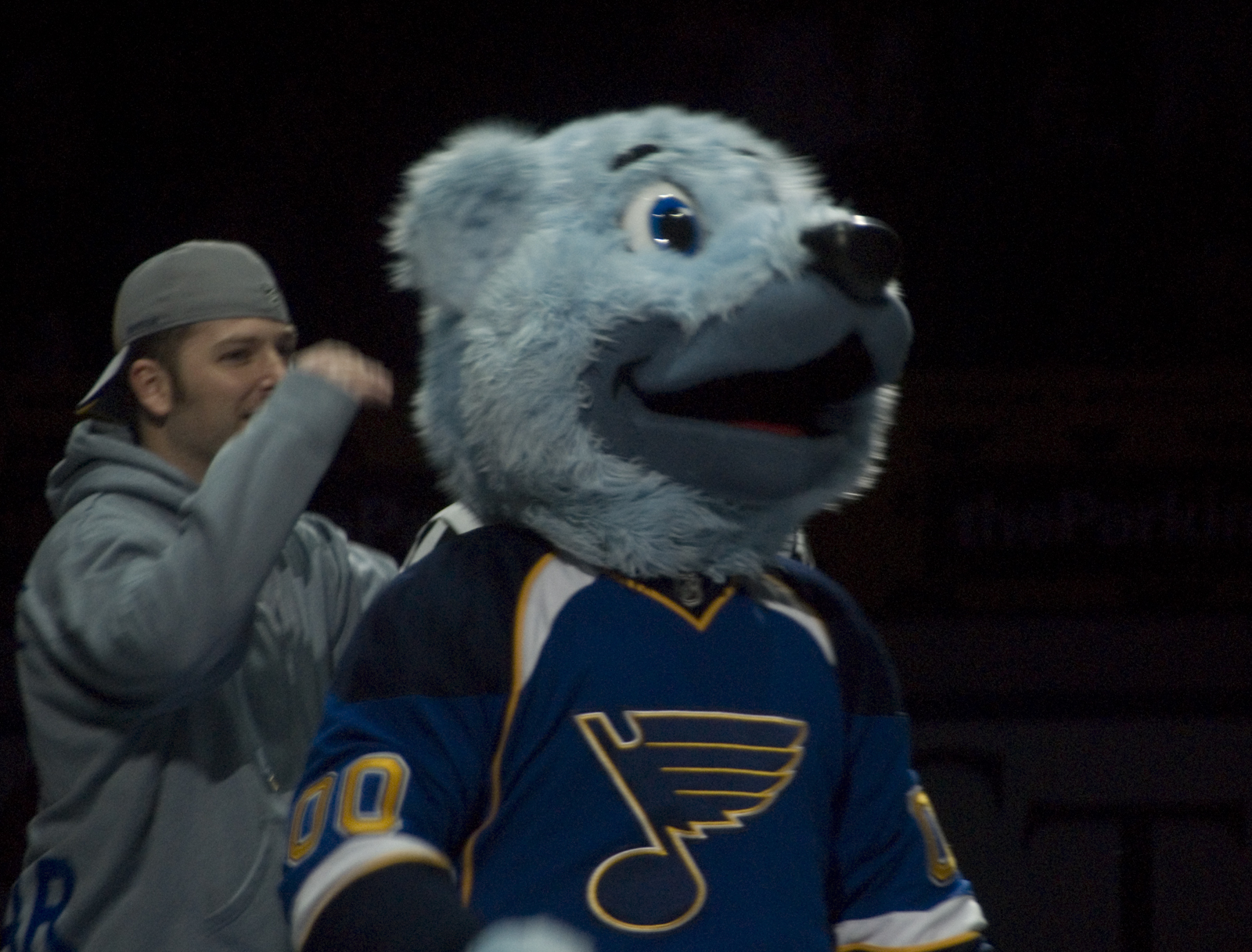
Louie, la mascotte des Blues.

La première mascotte des Blues fut dévoilé le 10 octobre 2007. Le nom « Louie » en référence au nom de la ville lui fut décerner le 3 novembre 2007 à la suite d'un vote populaire auprès des supporters de l'équipe . Louie a l'apparence d'un ours polaire bleu, portant un maillot de l'équipe à son nom.

### Sharks de San José

#### S.J. Sharkie

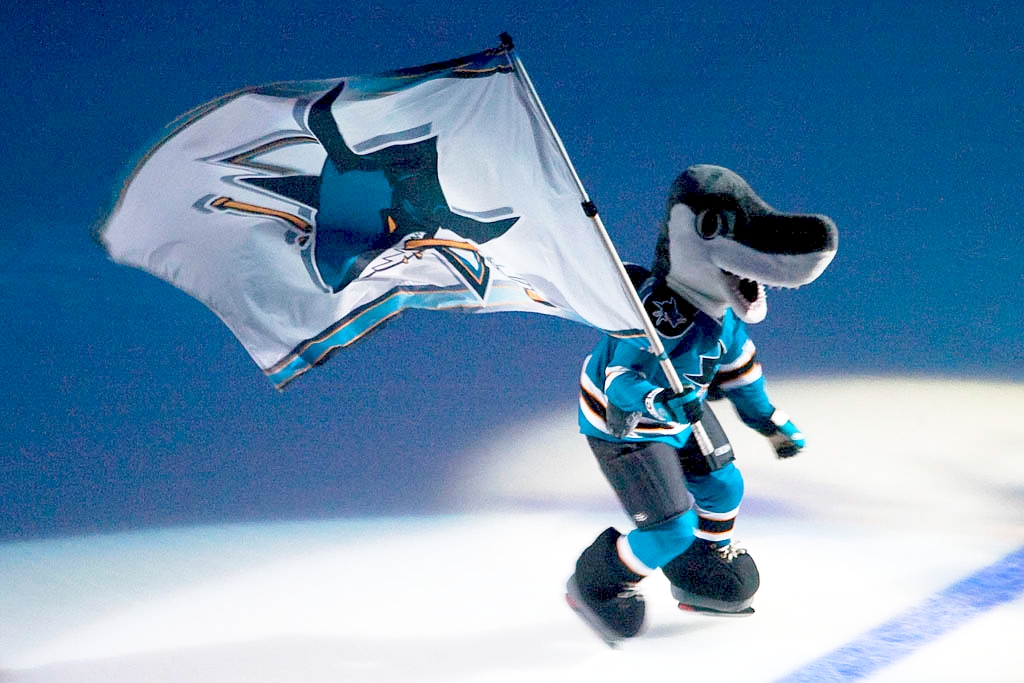
S.J. Sharkie le requin des San José.

La mascotte des Sharks de San José est un requin nommé « S.J. Sharkie » depuis le mois de janvier 1992. Il a comme « frère » SlapShark, mascotte des Barons de Cleveland, équipe affiliée aux Sharks de 2001 à 2006,.

### Kraken de Seattle

#### Buoy
La mascotte représente un troll de mer inspiré par la célèbre sculpture du Fremont Troll de Seattle. Il a été présenté le 1er octobre 2022, avant le match hors concours à domicile du Kraken face aux Canucks de Vancouver. Buoy est décrit comme un joueur de hockey (il porte un chandail de Seattle), avec un sourire à la dent ébréchée et une coiffure au vent. Il porte une boucle d'oreille en forme d'encre et a un tentacule dans les cheveux. Il vit sous le Climate Pledge Arena, son plat préféré est du requin avec une brindille de feuille d'érable et il adore la musique. 

### Lightning de Tampa Bay

#### ThunderBug
« ThunderBug » (en français l'insecte tonnerre) est la mascotte du Lightning de Tampa Bay et date d'octobre 1992.
ThunderBug est une sorte de mouche et a une amie, LadyBug 

### Maple Leafs de Toronto

#### Carlton the Bear
La mascotte est l'ours blanc qui sert de mascotte aux Maple Leafs depuis la saison 1995-1996. Il tire son nom de la rue Carlton Street où le Maple Leaf Gardens, patinoire historique de la franchise. Carlton fait ses apparitions dans tous les matchs à domicile de l'équipe mais il lui arrive également parfois de faire les déplacements avec les joueurs. En une dizaine d'années, il a assisté à près de 400 matchs de saison régulière. Il visite également avec les joueurs les enfants malades et participe à d'autres festivités.

### Mammoth de l'Utah

#### Jazz Bear

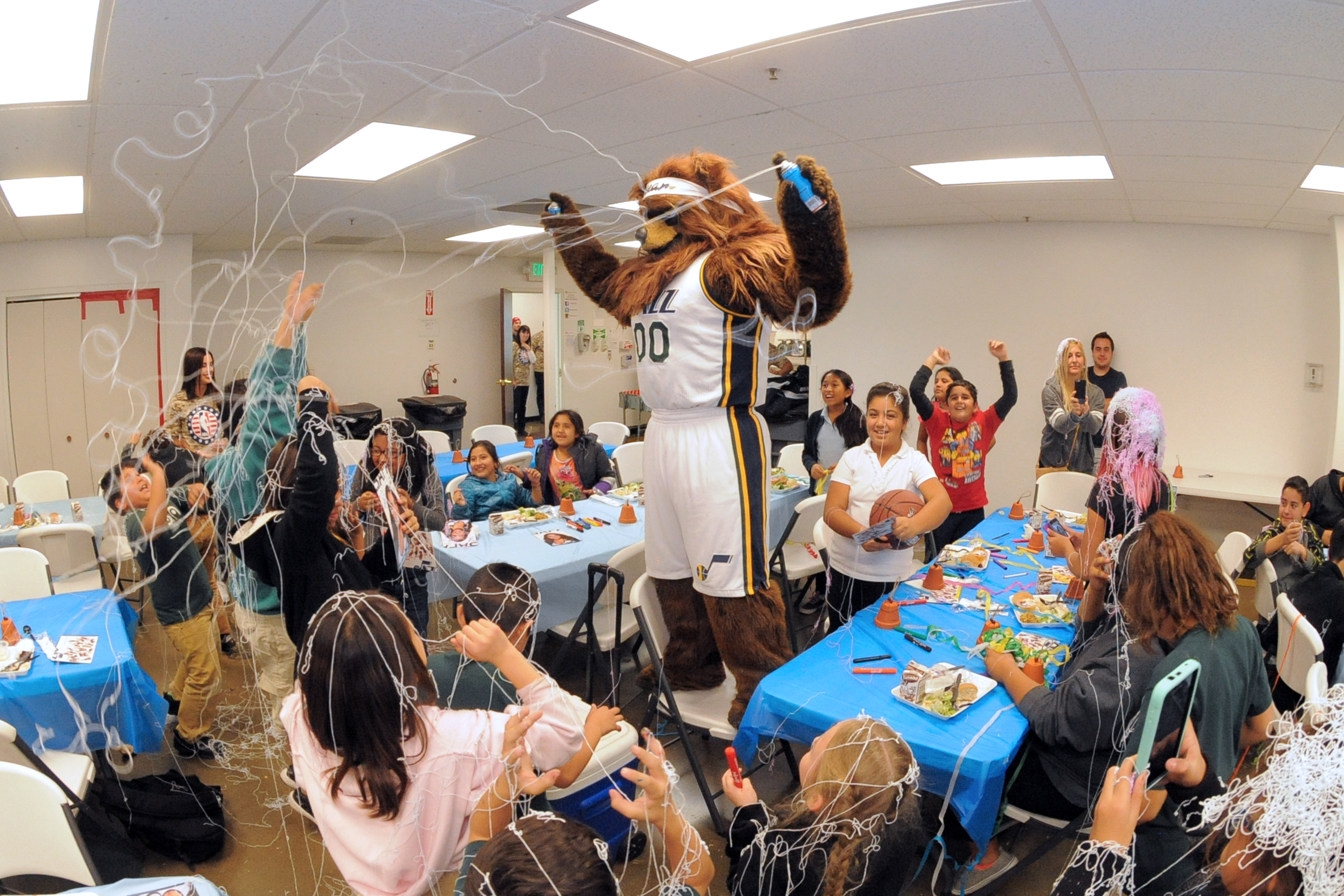
Jazz Bear mascotte du Club de hockey de l'Utah et du Jazz de l'Utah pour la saison 2024-2025.

Peu avant la saison 2024-2025, le Club de hockey de l'Utah a annoncé que Jazz Bear du Jazz de l'Utah de la NBA servirait également de mascotte temporaire pour sa saison inaugurale, avant la révélation de sa mascotte permanente la saison suivante.

#### Archie
Il s'agit d'un labrador noir.

### Canucks de Vancouver

#### Fin the Whale

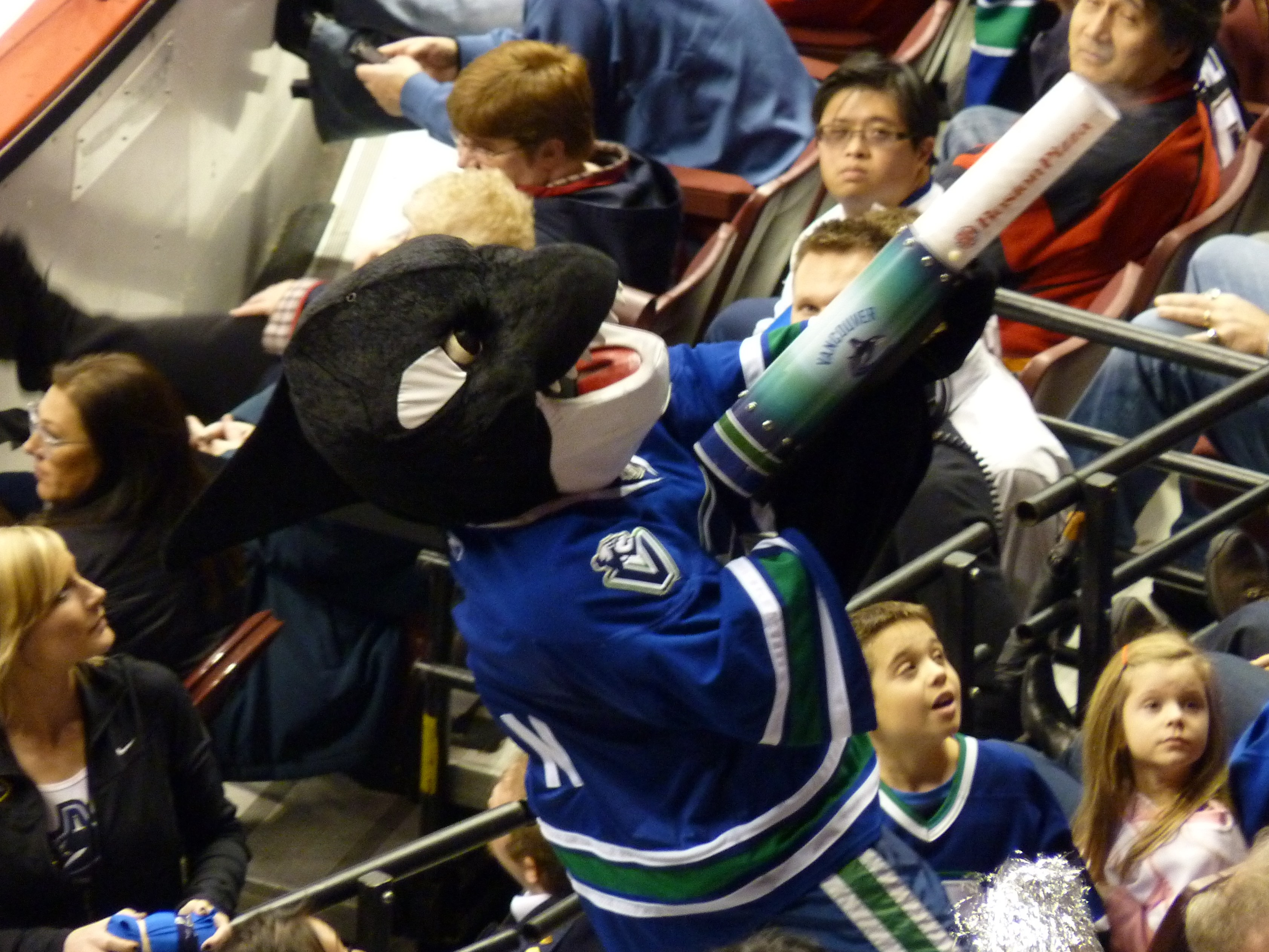
Fin the Whale, tirant avec un canon à t-shirt lors d'un match des Canucks de Vancouver en 2009.

« Fin the Whale » (en français, Fin la baleine) est la mascotte des Canucks depuis la fin de la saison 2000-2001 de la LNH. Fin est supposé vivre dans le détroit de Georgia mais contrairement à son nom n'est pas une baleine mais une orque. Comme les autres mascottes, Fin ne fait pas qu'animer les matchs des Canucks, il peut également participer à des mariages ou des anniversaires par exemple. Il fait une centaine d'apparitions dans l'année.

### Golden Knights de Vegas

#### Chance

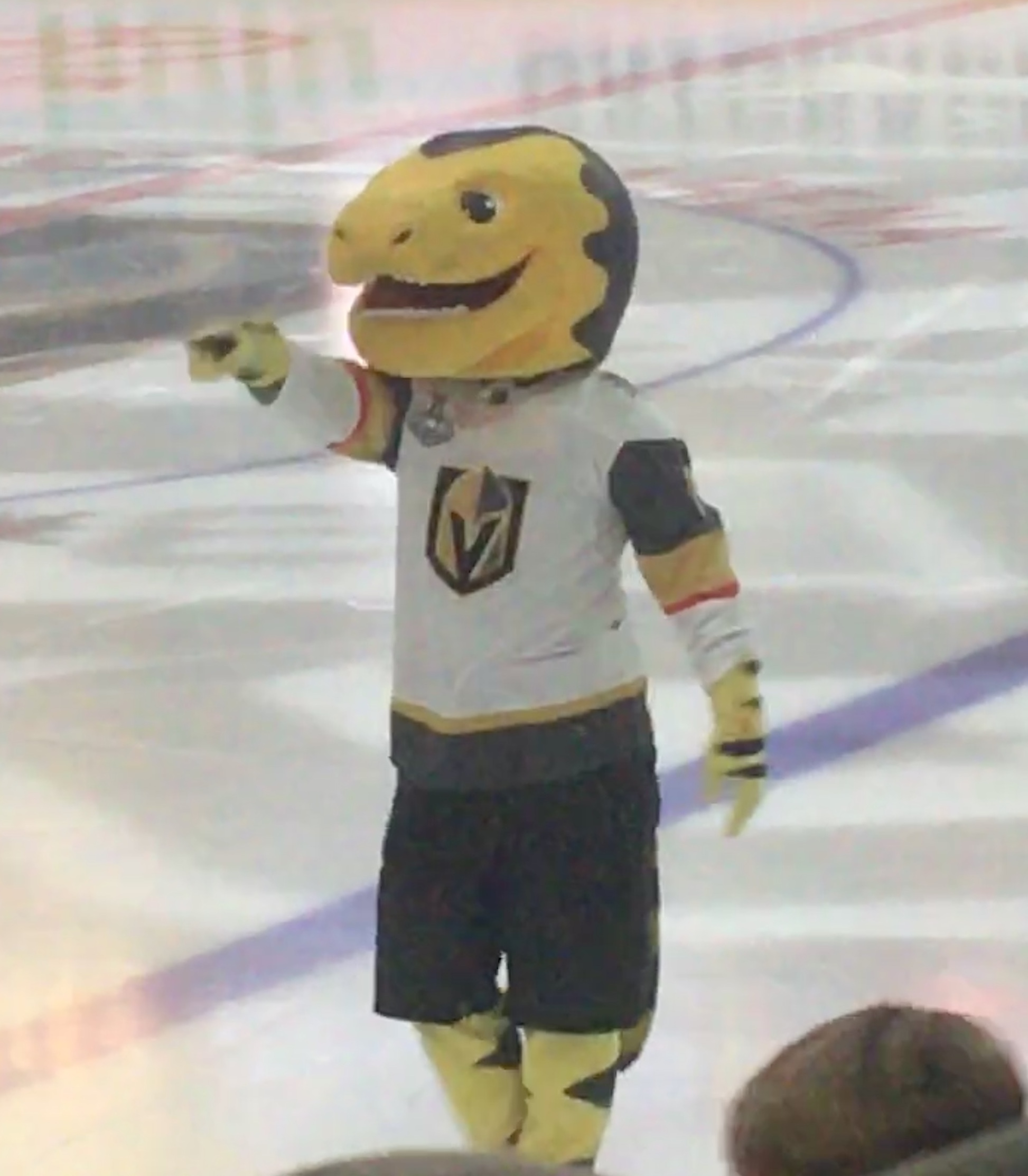
Chance, le monstre de Gila.

La mascote représente un monstre de Gila, caractéristique des terres chaudes du sud des États-Unis. Il a été présenté le 13 octobre 2017, lors de la première saison de la franchise. Sur leur site internet, les Knights présentent Chance avec une histoire, le décrivant comme un être timide et solitaire (les Monstres de Gila vivent essentiellement cachés sous des rochers, seuls), qui se serait ouvert et aurait pris confiance grâce au hockey . La mascotte est décrite comme représentant le côté « inclusif du hockey ».

### Capitals de Washington

#### Winger
Winger a été la première mascotte des Capitals de Washington, avant de passer à Slapshot la mascotte actuelle. En dépit d'être à la retraite, Winger apparait occasionnellement à des matchs des Capitals, généralement quand il y a un évènement mascotte. Dans les années 1970, les Red Wings de Détroit a aussi brièvement eu une mascotte nommée Winger.

#### Slapshot

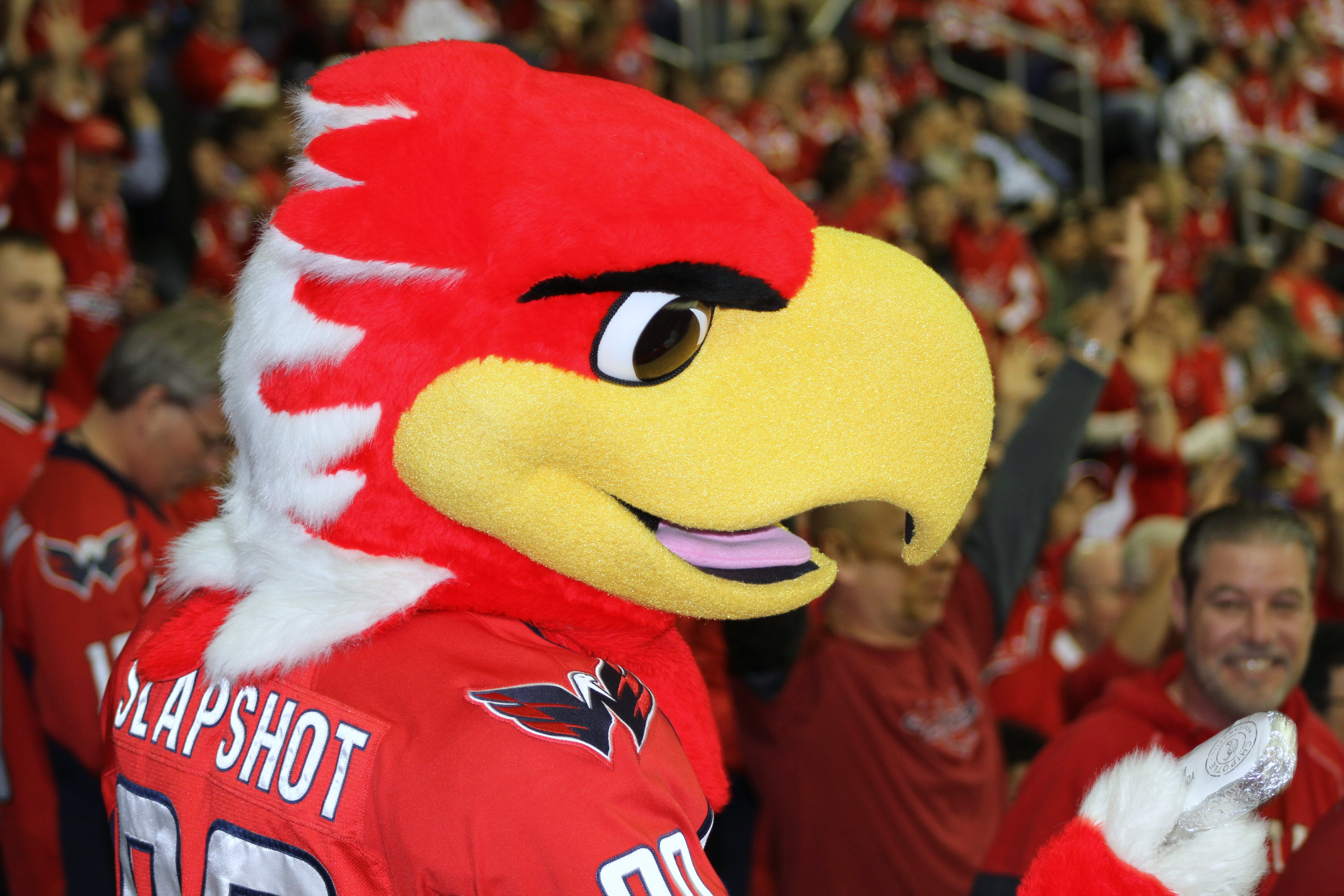
Slapshot, la mascotte des Capitals.

« Slapshot » est le nom de la mascotte des Capitals de Washington. Elle fait ses débuts dans la LNH lors d'un match en novembre 1995 .
La mascotte est un pygargue à tête blanche, animal souvent confondu à tort avec l'aigle mais servant d'emblème national par les États-Unis. Quand l'équipe des Capitals de Washington, en 2007, décide de changer le logo et les uniformes, Slapshot aussi a dû subir un grand changement. Slapshot est apparu pour la première fois sur la glace, le 17 novembre 1995, au Verizon Center, à Washington D.C.. Slapshot veut dire tir frappé. Il porte le Numéro 00.

### Jets de Winnipeg

#### Mike E. Moose
Ancienne mascotte du Moose du Manitoba dans la Ligue Américaine de Hockey, Mike a été « réclamé » par Winnipeg après le déménagement de l'équipe de ligue mineur à Saint-Jean en 2011. Le propriétaire de ces deux clubs est True North Sports and Entertainment Ltd., dont le même que celui des Mooses . Mick représente un élan brun, qui porte un maillot de l'équipe et un casque de hockey.

## Mascottes d'anciennes équipes

### Coyotes de l'Arizona

#### Howler
Howler le Coyote était la mascotte des Coyotes de l'Arizona. Il a été présenté le 15 octobre 2005. Howler portait le numéro 96 sur son maillot, année du déménagement des Jets de Winnipeg en Arizona, ainsi qu'un « M » pour mascotte. Il était connu pour frapper sur un panier pour encourager les supporters à l'encourager et portait différentes tenues lors des matchs. C'était également un batteur exceptionnel qui divertissait les supporters des Coyotes de la région de Phoenix en se joignant à de nombreux groupes locaux lors des nombreux évènements caritatifs auxquels il participait avec la Fondation des Coyotes.

### Thrashers d'Atlanta

#### Thrash
La mascotte des Thrashers se nomme « Thrash » et représente un oiseau. Son nom vient de l'oiseau représentant officiellement la Géorgie. Il est censé être né le 4 septembre 1999 au zoo d'Atlanta et a participé à son premier match dans la LNH le 2 octobre.

### Whalers de Hartford

#### Wally
Wally était la seule mascotte physique des Whalers de Hartford. Il apparut dès la saison 1991-1992, mais disparut ensuite. L'affluence à Hartford était à son plus bas à ce moment-là, après l'échange de Ron Francis. Wally portait un imperméable de pêcheur avec une chemise de marin et son chapeau était orné du logo des Whalers de Hartford. On aurait dit une version cartoon du Gorton's Fisherman.

#### Pucky the Whale
Pucky la baleine était la mascotte des Whalers de Hartford (aujourd'hui les Hurricanes de la Caroline). Il s'agit d'une baleine bipède de couleur verte qui portait un maillot des Whalers avec une image de lui-même sur le devant. Il a également été confectionné en insigne d'épaule sur le maillot des Whalers dans les années 1970 et 1980. Il est actuellement utilisé comme mascotte pour le Whale du Connecticut.

### Nordiques de Québec

#### Badaboum
Les Nordiques de Québec deviennent le 5 février 1986 l'une des premières équipes de la LNH à se doter d'une mascotte, « Badaboum », sorte de loutre de peluche bleue. Elle fut créée à l'origine pour l'événement Rendez-Vous '87, un affrontement entre une équipe de joueurs vedettes de la LNH et l'équipe nationale soviétique qui remplaça le Match des étoiles et qui s'était tenu à Québec. Badaboum demeurera avec les Nordiques par la suite comme animateur de foule dans le Colisée de Québec lors des parties locales, vêtu d'un chandail de hockey des Nordiques portant le numéro 87. Elle fut incarnée par Claude Boulianne toutes ces années. La mascotte ne suivit pas la franchise lorsqu'elle fut déménagée à Denver au Colorado en mai 1995. Cependant, la Fondation Nordiques, fondation créée par Marcel Aubut afin de venir en aide financièrement aux athlètes amateurs de la région de Québec avec une partie des fonds provenant de la vente des Nordiques, a fait renaître Badaboum l'année suivante. Elle apparait depuis lors des événements corporatifs de la Fondation, en portant un chandail de la fondation au numéro 96.

### Jets de Winnipeg (1972-1996)

#### Benny
Benny était la mascotte des Jets de Winnipeg (1972-1996). Il a été nommé en l'honneur à la fois pour Ben Hatskin, le premier propriétaire des Jets, et la chanson « Bennie and the Jets » d'Elton John. Il portait un B sur le devant de son maillot, en lieu et place du « C » de capitaine ou du « A » d'assistant.